# Vahkare Heti
Vahkare Heti je bil faraon Devete ali Desete egipčanske dinastije, ki je vladal v Prvem vmesnem obdobju.

## Identiteta
Identiteta Vahkareja Hetija je sporna. Nekateri egiptologi so prepričani, da je bil ustanovitelj Devete dinastije, drugi pa ga umeščajo v Deseto dinastijo.

### Hipoteza Deveta dinastija
Če je bil Heti ustanovitelj Devete dinastije, bi lahko bil istoveten s heleniziranim kraljem Achthoêsom, o katerem Maneto piše:
Prvi od teh (kraljev), Achthoês, se je obnašal mnogo bolj kruto kot njegovi predhodniki in delal krivice ljudem celega Egipta, dokler ga ni prizadela norost in ga je požrl krokodil.
Če je hipoteza pravilna, je bil Vahkare Heti herakleopolski princ, ki je izkoristil šibkost memfiških vladarjev Osme dinastije in si okoli leta 2150 pr. n. št. prilastil prestol Spodnjega Egipta. Hipotezo podpira napis iz tistega obdobja, ki omenja severno (herakleopolsko) kraljestvo kot Hetijevo hišo, kar sicer potrjuje, da je bil ustanovitelj Devete dinastije Heti, na pa tudi, da je bil to ravno Vakhare Heti.

### Hipoteza Deseta dinastija
Veliko egiptologov je prepričanih, da je bil Vakhare Heti vladar Desete dinastije, in ga istoveti s Hetijem, ki je  bil domnevni avtor slavnega Poučevanja kralja Merikareja, kar ga umešča med faraona Neferkareja VIII. in Merikareja. V tej rekonstrukciji je Vahkare zadnji herakleopolski kralj z imenom Heti, kruti kralj in ustanovitelj Devete dinastije Achthoês pa istoveten z Meriibrejem Hetijem in ne z njim.
Iz Navodil je razvidno, da je Vahkare Heti s pomočjo nomarhov Spodnjega Egipta uspel odbiti nomadske »Azijce«, ki so se več generacij klatili po delti Nila. Ti nomarhi so sicer priznavali Vahkarejevo avtoriteto, vendar so de facto vladali bolj ali manj neodvisno.  Izgon Azijcev je omogočil ustanovitev novih naselij in obrambnih struktur na severovzhodni meji Spodnjega Egipta in obnovitev trgovanja z levantinsko obalo. Vahkare je kljub temu opozoril Merikareja, naj ne zanemari obrambe teh meja, ker azijska nevarnost še ni minila.
Na jugu sta Vahkare in njemu zvesti nomarh Asjut Tefibi osvojila mesto Tinis, ki so ga zasedli Tebanci pod vodstvom Intefa II. Harakleopolska vojska je oplenila sveto tiniško nekropolo. Pustošenje je pomenilo težko kriminalno dejanje, na katerega so se Tebanci takoj odzvali in zasedli Tiniški nom. Po teh dogodkih se je Vahkare Heti odpovedal svoji agresivni politiki in začel obdobje miroljubnega sožitja z južnim kraljestvom. Mir je trajal tudi del vladavine njegovega naslednika Merikareja. Vahkare Heti je vladal približno pet desetletij.

## Dokazi
Iz obdobja Devete in Desete dinastije ni nobenega dokaza z njegovim imenom. Kartuša z njegovim imenom je  v pogrebnem besedilu na leseni krsti spremljevalca Nefrija iz obdobja Dvanajste dinastije, ki so jo odkrili v  Deir el-Bershi in je zdaj v Kairskem muzeju (CG 28088). Na krsti je ime Vahkareja Hetija napisano na mestu Nefrijevega imena, vendar za besedilo ni znano ali je bilo prvotno napisano za kralja ali je bilo enostavno prepisano iz nekega  starejšega vira. Njegovo ime je morda dokazano tudi na Torinskem seznamu kraljev.